# Last Splash
Albums de The Breeders
Safari
(1992) Title TK
(2002)
Singles
1. Cannonball
Sortie : 9 août 1993
2. Divine Hammer
Sortie : 25 octobre 1993
3. Saints
Sortie : 1994
4. No Aloha
Sortie : 1994

Last Splash est le deuxième album studio des Breeders. La guitariste Tanya Donelly est remplacée par Kelley Deal et le batteur Britt Walford par Jim McPherson. Kim Deal assure toujours le chant et la guitare, et Josephine Wiggs la basse.
L'enregistrement se déroule à San Francisco, Californie et à Dayton, Ohio, dans la ville natale des sœurs Deal et de Jim MacPherson.
La chanson Do You Love Me Now? figurait déjà sur le maxi Safari sorti en 1992 dans une version légèrement différente.
Cannonball est le premier single extrait de cet album et rencontre un important succès, surtout en France où il est n°8 du Top50 en mars puis fin avril 1994. Le clip est réalisé par Kim Gordon du groupe Sonic Youth. Le titre de l'album est tiré d'une phrase de cette chanson. L'album est classé parmi les 50 plus grands albums de tous les temps catégorie "Women who rock" par la revue Rolling Stone Magazine.
Les singles suivants sont Divine Hammer et Saints.

## Titres
Toutes les chansons sont signées Kim Deal, sauf annotations.
| 1.    | New Year               |                       | 1:56 |
| 2.    | Cannonball             |                       | 3:33 |
| 3.    | Invisible Man          |                       | 2:48 |
| 4.    | No Aloha               |                       | 2:07 |
| 5.    | Roi                    |                       | 4:11 |
| 6.    | Do You Love Me Now?    |                       | 3:01 |
| 7.    | Flipside               | Kim Deal, Kelley Deal | 1:59 |
| 8.    | I Just Wanna Get Along |                       | 1:44 |
| 9.    | Mad Lucas              |                       | 4:36 |
| 10.   | Divine Hammer          |                       | 2:41 |
| 11.   | S.O.S                  |                       | 1:31 |
| 12.   | Hag                    |                       | 2:55 |
| 13.   | Saints                 |                       | 2:32 |
| 14.   | Drivin' On 9           | D. Leone, S. Hickoff  | 3:22 |
| 15.   | Roi (Reprise)          |                       | 0:42 |
| 39:38 |                        |                       |      |

## Crédits
| The Breeders - Kim Deal – chant, guitare - Kelley Deal – chant, guitare - Josephine Wiggs – chant, basse, contrebasse, violon, batterie - Jim MacPherson – batterie Musiciens additionnels - Carrie Bradley - chant, violon - Kim Deal - production - Mark Freegard – producteur, ingénieur du son - Sean Leonard – assistant - Daniel Presley – ingénieur du son sur "Divine Hammer" - Andy Taub – assistant - Vaughan Oliver – design de la pochette - Jason Love - photographie de la couverture - Paul MoMenamin – assistant designer - Kevin Westenberg – portraits |

## Art contemporain
Le plasticien français Thomas Perino réalise une gravure inspirée de la chanson "Divine Hammer", dans le style du Tarot de Marseille. Lors du concert de Kim Deal au Trianon de Paris le 11 juin 2025, Perino offre à la chanteuse,  pour ses 64 ans, une impression encadrée de la gravure, colorisée à la main. Deal l'installe en évidence sur un amplificateur Fender durant le concert. Le dessin représente une main s'emparant d'un marteau ailé, coiffé d'une couronne.